# Мазаев, Гавриил Иванович
Гаврии́л Ива́нович Маза́ев (октябрь 1858 — 1937, ГУЛАГ) ― русский баптистский пресвитер и миссионер. Длительное время был кассиром Союза русских баптистов. Основатель и первый председатель Сибирского отдела Союза русских баптистов. Младший брат Д. И. Мазаева.

## Молодость
Гавриил родился в октябре 1858 года в зажиточной молоканской семье в Нововасильевке Таврической губернии. Его родители были сосланы в Таврию за отход от православия. В 1867 году, по окончании ссылки, Мазаевы (отец, мать, сыновья Дей, Гавриил, Василий и Иван) переселились на Кубань, где построили дом и завели большое хозяйство с разведением овец, садоводством и хлебопашеством.
С 16 лет стал охотно читать Библию. В результате общения с баптистами (в том числе однофамильцем Андреем Марковичем Мазаевым, Михаилом Дмитриевичем Колосковым, Василием Гурьевичем Павловым, Егором Максимовичем Богдановым и др.), братья Дей и Гавриил уверовали и приняли решение креститься (молокане не принимали водного крещения и не совершали Вечерю, трактуя их «духовно», то есть аллегорически).
Родные Дея и Гавриила во главе с дядей, молоканским пресвитером Тимофеем Гавриловичем Мазаевым, пытались отговорить их, но безуспешно. 11 ноября 1884 года братья Дей и Гавриил с жёнами, а также Григорием Григорьевичем Мамонтовым с женой и Анастасией Павловной Подковыровой были крещены в реке Кавалерке пресвитером Нововасильевской общины баптистов Василием Романовичем Колодиным. Отец братьев пришёл в негодование, когда узнал об этом.

## Служение в Союзе баптистов
Братья начали служение. Гавриил после крещения объехал многие города с проповедью. На съезда Союза баптистов 1887 года ему был вверена касса Союза (служение казначея он нёс до 1904 года), а с 1889 года нёс служение благовестника по Тамбовской и Тверской областям.
В 1905 году из-за проблем со здоровьем он переселился в Сибирь, где приобрёл мельницу и поселился вблизи Петропавловска. В настоящее время в бывшей мельнице Мазаева расположен Дом молитвы ЕХБ регистрированного братства Казахстана. В 1905 году под его председательством прошёл первый съезд баптистов Сибири, а в 1907 году баптисты организовали Сибирский отдел Союза баптистов, председателем которого избрали Г. И. Мазаева.

## В Сибири
В 1907 году пожертвовал крупную по тем временам сумму денег на строительство молитвенного дома в Омске.
В 1909 году был рукоположён на служение пресвитера Омской общины баптистов.
В 1913 году вместе с Н. В. Одинцовым он совершил миссионерскую поездку на Дальний Восток, где они провели подготовительную работу по созданию Дальневосточного отдела Союза русских баптистов.
Г. И. Мазаев был жертвенным человеком. Имея средства, он помогал нуждающимся, выплачивал поддержку нескольким благовестникам, выстроил в Омске приют для сирот и оплачивал труд его сотрудников.

## Последние годы
В результате революции и гражданской войны в 1919 году он, как и его старший брат Дей Иванович, был лишён имения, по решению властей отстранён от руководства Сибирским союзом баптистов и вынужден был некоторое время скрываться.
После смерти брата в 1922 году он, овдовев к этому времени, женился на вдове брата Екатерине Павловне. В 1922—1923 годах подвергался допросам следственных органов.
В 1920-е годы он ещё приезжал в Москву, в 1930-е был в Алма-Ате и Джамбуле. Был арестован и отправлен в ссылку на три года. Верующие, которые были арестованы вместе с ним, вспоминали, что он был ободрением и примером для них. Когда прокурор потребовал дать ему, глубокому старику, десять лет, он встал и, поглаживая бороду, сказал: «Я должен огорчить прокурора: я скоро умру».
Осенью 1937 года Гавриил Иванович скончался в Кустанайском тюремном изоляторе.